# Religión en Malasia

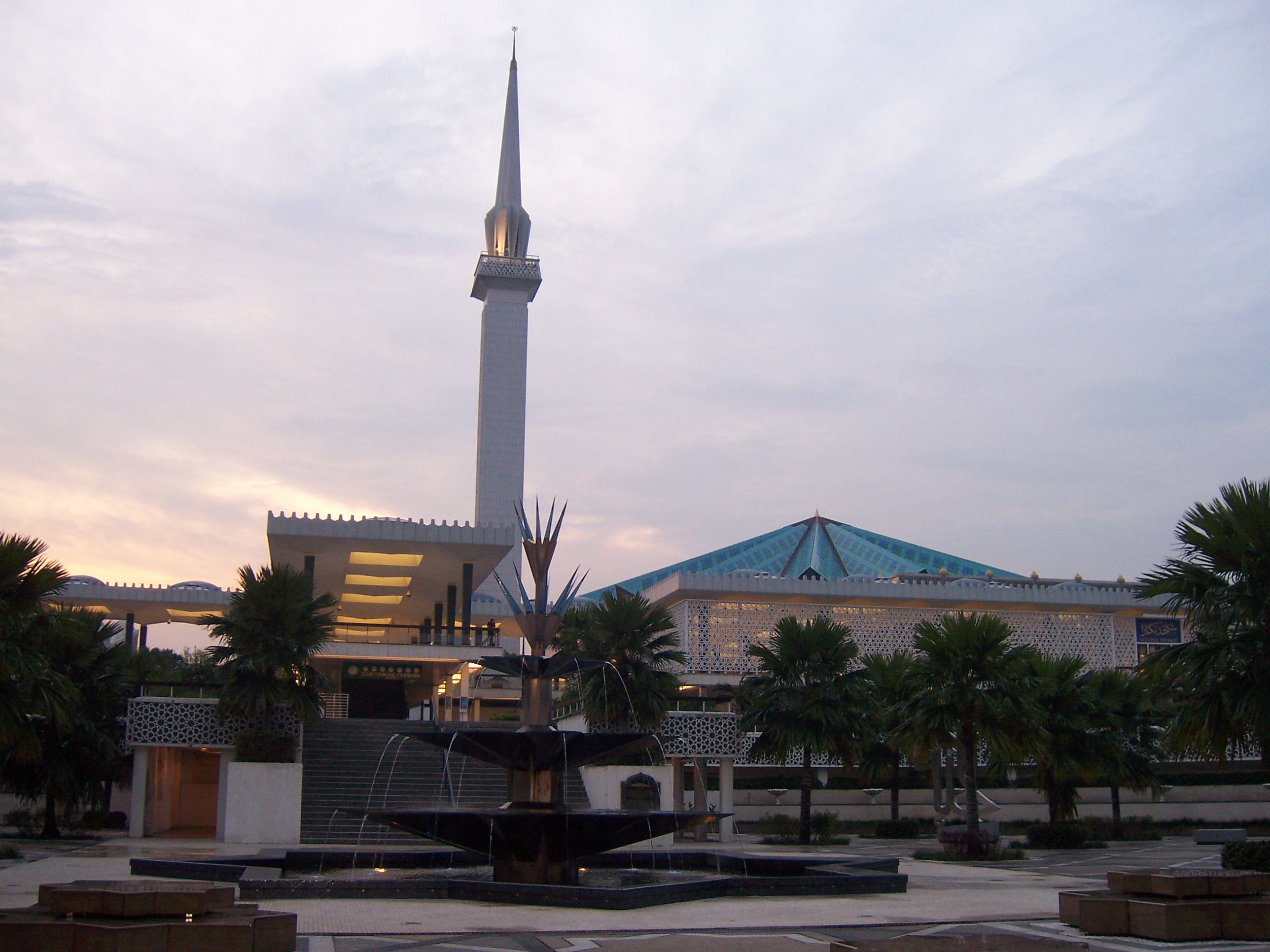
Mezquita nacional ubicada en Kuala Lumpur, capital de Malasia.

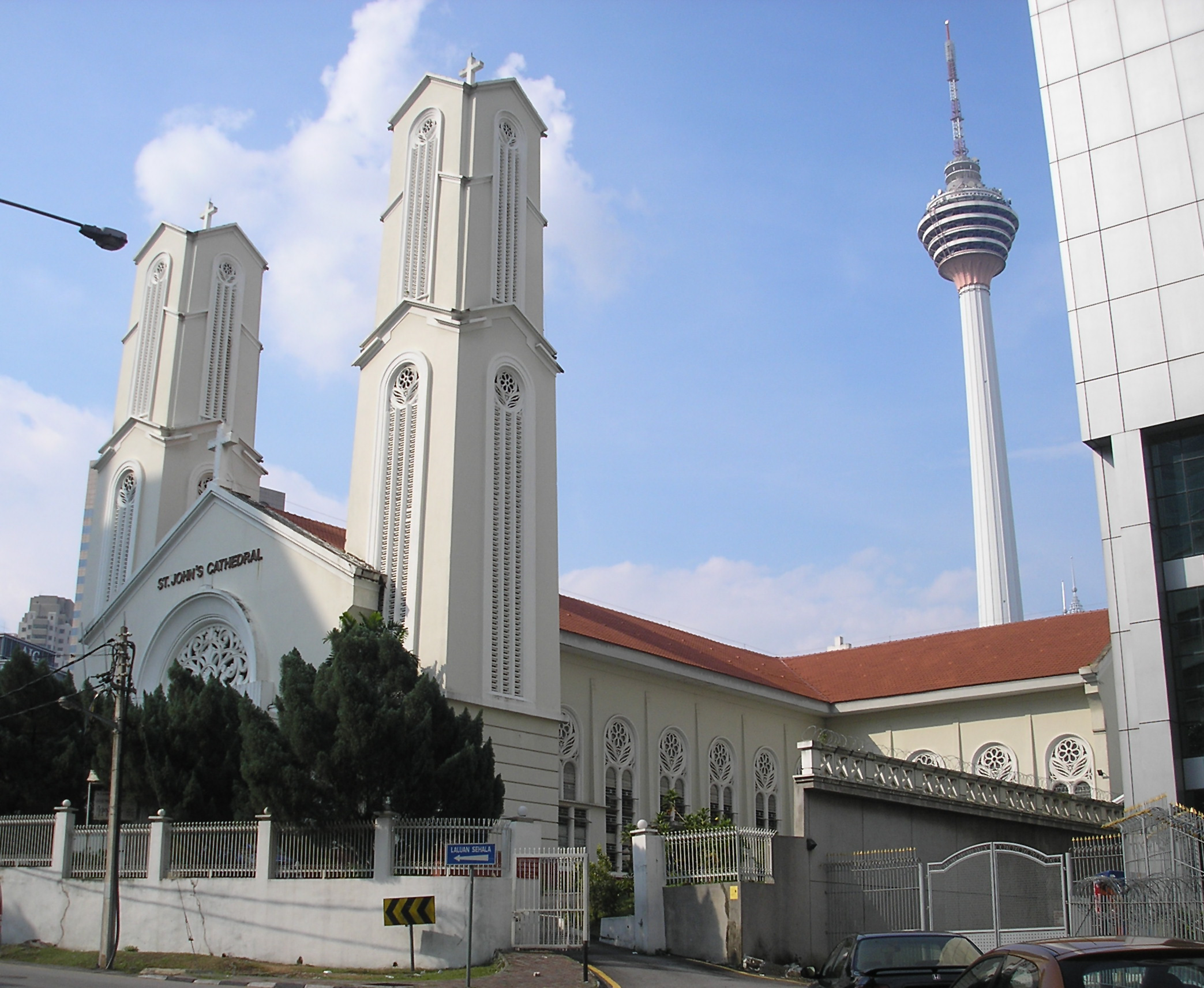
Catedral de San Juan, principal templo católico de la capital.

De acuerdo con la Constitución de Malasia, todos los ciudadanos de etnia malaya están obligados a ser musulmanes.
Los ciudadanos de origen chino o hindú tienden a no ser musulmanes, aunque se requiere que se conviertan a esa religión si desean casarse con una persona musulmana.
Los ciudadanos de la comunidad china practican una mezcla de budismo, taoísmo y religión folclórica china.
Como ese conjunto de creencias no tiene un nombre oficial, sus seguidores se designan como budistas, principalmente por una cuestión de conveniencia burocrática.
En el país también hay personas seguidoras del sijismo y el bahaísmo.

## Otros datos
De acuerdo con otras fuentes,[cita requerida]
en Malasia la religión oficial es el islamismo sunita, que es además la religión mayoritaria de los malayos (54%).
La población china es mayoritariamente
budista (18%) y
taoísta (22%),
mientras que la población de origen tamil (de la India) es hinduista (7%).
Existe también una minoría cristiana (7%).